# Зловещие мертвецы
«Зловещие мертвецы» – третій альбом російського рок-гурту «Сектор Газа», який був випущений в травні 1990 року одночасно з альбомом Ядрёна вошь.

## Список композицій
1. "Ой, ты травушка зелёная" – 6:04
2. "Сифон" – 3:30
3. "Ку-ку" – 1:45
4. "Русский мат" – 2:27
5. "Без вина" – 3:35
6. "Голубой" – 2:54
7. "Страх" – 3:04
8. "Нас ждут из темноты" – 3:59
9. "Вампиры" – 4:54
10. "Моя смерть" – 3:56
11. "Когда помрёшь" – 3:38
12. "Чёрная магия" – 3:40

## Музиканти
- Юрій Клинських – вокал, гітара
- Ігор Кущьов – лідер-гітара
- Семен Тітієвський – бас-гітара
- Олексій Ушаков – клавішні, програмування (Roland D-20)
- Олександр Якушев – барабани (участі в запису не брав)

## Інформація
- Дата выпуска: Травень 1990 року
- Студія: «Black Box»
- Музика, слова: Юрій Клинських
- Аранжування: Сектор газа